# Washington Park
El Washington Park es un parque de 150.3 acres (60.8 hectáreas) de extensión en Springfield Illinois, que está clasificado en el National Register of Historic Places. 
Situado en el 1400 Williams Boulevard, el parque cuenta con senderos para caminar, un jardín botánico, un gran estanque de los patos, rosaleda, carrillón, y conciertos de carrillón. 

## Jardín botánico del Washington Park
EL parque incluye un invernadero y un jardín botánico. Está abierto a diario por las tardes. La entrada es libre.
El jardín consiste en plantaciones a cubierto en invernadero (9,000 pies cuadrados), y un  conservatorio. Ambos con más de 1200 especies, incluyendo más de 150 especies de plantas tropicales. 
En los jardines al aire libre se incluyen, 
- Jardín de cactus,
- Jardín de iris,
- Rocalla,
- Rosaleda con 5,000 plantas.[2]

## Rees Memorial Carillon
El carrillón, manejado por el "Springfield Park District", contiene 67 campanas construidas por Petit & Fritsen. 
Los conciertos se celebran durante todo el año todos los domingos y miércoles por la noche durante los meses de verano.
Hay recorridos por la torre están disponibles a diario.